# Sakura-ku
Sakura-ku (桜区?) è uno dei 10 quartieri della città di Saitama, in Giappone.